# Winter van 1939-1940

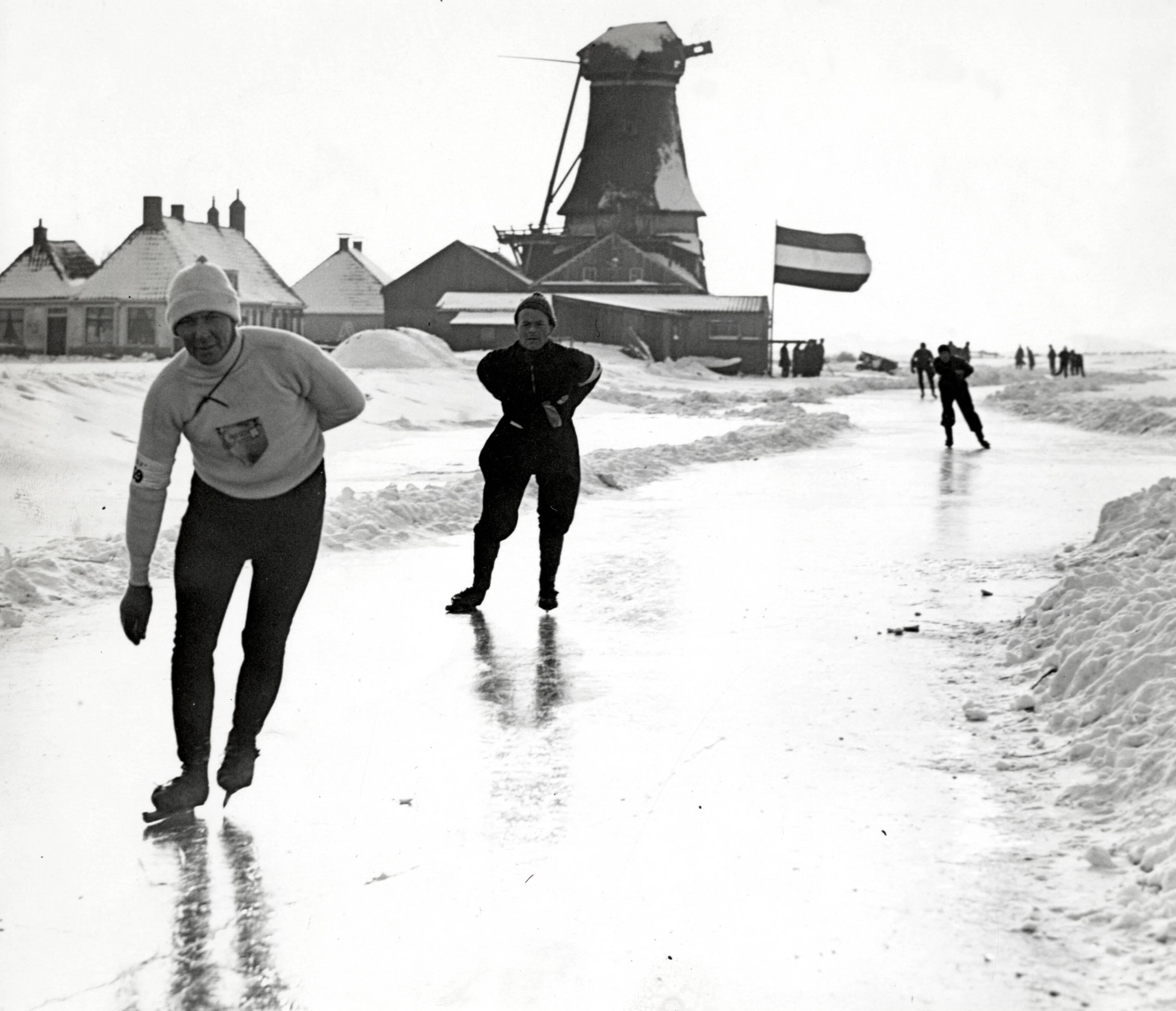
Elfstedentocht 1940

De winter van 1939-1940, ook bekend als de mobilisatiewinter, was in Nederland, met een gemiddelde temperatuur van -1,9 °C in De Bilt, de koudste winter sinds 1845. Tevens was het de eerste in een reeks van drie buitengewoon koude winters. Het koudegetal over deze winter bedroeg 294,0, tot dan toe vermoedelijk het hoogste koudegetal sinds de revolutiewinter van 1789. Deze waarde werd later in de 20ste eeuw nog driemaal overtroffen, in 1942, 1947 en 1963. Ook in België was deze winter zeer koud, zij het in mindere mate dan in Nederland. Met een gemiddelde temperatuur van -0,5 °C was het in Ukkel de koudste winter in 11 jaar tijd.

## Verloop
Na een relatief zachte periode in november, verliepen ook de eerste dagen van december 1939 nog zacht. Daarna werd het snel kouder, en tegen het midden van de maand begon de eerste vorstperiode. Voor de jaarwisseling kwam het echter nog niet tot extreme koude. Er kon al wel op uitgebreide schaal geschaatst worden, en er was sprake van een mogelijke Elfstedentocht. Hevige sneeuwval in de tweede helft van de maand maakte dat de tocht uitgesteld moest worden.
In januari 1940 herhaalde dit patroon zich. Hoewel het een extreem koude maand was, in De Bilt zelfs de koudste januarimaand van de 20ste eeuw, met een gemiddelde temperatuur van -5,5 °C, was de sneeuwoverlast zo groot, dat de Friese schaatstocht weer uitgesteld moest worden. Uiteindelijk werd, onder zeer zware omstandigheden, op 30 januari de Zesde Elfstedentocht verreden. Van de 2716 toertochtrijders bereikten er slechts 27 de finish.
Meteorologisch gezien was januari 1940 een bijzondere maand. Het stromingspatroon op het noordelijk halfrond was dusdanig verstoord, dat zich boven het noordpoolgebied een groot hogedrukgebied kon vormen. Hierdoor kon koude lucht afkomstig uit Siberië en het noordpoolgebied meerdere malen tot over het noordelijk deel van Europa uitstromen. Met name rond 15 januari leidde dit tot extreme kou in Scandinavië en het Oostzeegebied.
Ook de eerste twee weken van februari waren nog zeer koud, met op 13 februari zelfs de koudste nacht van de gehele winter: in Winterswijk zakte het kwik tot -24,1 °C. Daarna zette langzaam de dooi in. Februari eindigde vrij zacht, en de winter keerde niet meer terug.
1683-1684 · 1708-1709 · 1715-1716 · 1728-1729 · 1739-1740 · 1754-1755 · 1756-1757 · 1759-1760 · 1762-1763 · 1783-1784 · 1784-1785 · 1788-1789 · 1794-1795 · 1798-1799 · 1799-1800 · 1802-1803 · 1804-1805 · 1813-1814 · 1819-1820 · 1822-1823 · 1829-1830 · 1837-1838 · 1840-1841 · 1844-1845 · 1846-1847 · 1854-1855 · 1870-1871 · 1890-1891 · 1894-1895 · 1916-1917 · 1928-1929 · 1939-1940 · 1940-1941 · 1941-1942 · 1946-1947 · 1955-1956 · 1962-1963 · 1978-1979 · 1984-1985 · 1995-1996